# Karl Honz
Karl Honz (Moos, República Federal Alemana, 28 de enero de 1951) fue un atleta alemán especializado en la prueba de 400 m, en la que consiguió ser campeón europeo en 1974.

## Carrera deportiva
En el Campeonato Europeo de Atletismo de 1974 ganó la medalla de plata en los relevos 4x400 metros, con un tiempo de 3:03.52 segundos, llegando a meta tras Reino Unido y por delante de Finlandia, siendo sus compañeros de equipo: Hermann Köhler, Horst-Rüdiger Schlöske y Rolf Ziegler. También ganó la medalla de oro en los 400 metros, con un tiempo de 45.04 segundos que fue récord de los campeonatos, llegando a meta por delante del británico David Jenkins y del también alemán Bernd Herrmann (bronce).